# Rocacorba (Darnius)
El Rocacorba és una muntanya de 281 metres que es troba entre els municipis de Darnius i de Sant Llorenç de la Muga, a la comarca catalana de l'Alt Empordà.